# Rolfecaris
Rolfecaris is een geslacht van uitgestorven kreeftachtigen uit de klasse van de Malacostraca (hogere kreeftachtigen).

## Soorten
- Rolfecaris lethiersi Racheboeuf, Crasquin & Brussa, 2009 †
- Rolfecaris parchaensis Racheboeuf, Crasquin & Brussa, 2009 †